# Casa Sebastià Anton Pascual
La Casa Sebastià Anton Pascual és un edifici situat al carrer d'en Xuclà i el passatge d'Elisabets del Raval de Barcelona, catalogat com a bé amb elements d'interès (categoria C).

## Història
El convent de monges d'Elisabets té el seu origen en un beateri del que es tenen notícies des del 1553, quan probablement s'havia integrat en el tercer orde franciscà. La popularitat de l'establiment va fer que es traslladessin a un lloc amb millors condicions al carrer d'en Borra (actualment Elisabets), i el 1562 van obtenir l'autorització per a bastir-hi una església, dedicada a Santa Elisabet d'Hongria i erigir-se en monestir. El 1775, i per tal d'ajudar al seu sosteniment, el bisbe Josep Climent i Avinent va autoritzar l'abadessa Sor Esperança Mollar i Roig a construir unes cases de planta baixa i tres pisos en uns terrenys lliures del convent al carrer d'en Xuclà, fet commemorat en una làpida del 1776 que es conserva al claustre del nou monestir de Sarrià.
El 1835, les monges foren exclaustrades i el 1849 van poder recuperar una part del convent. En aquesta època, l'edifici del carrer d'en Xuclà fou adquirit per l'advocat i col·leccionista Sebastià Anton Pascual i Inglada, que hi va fer construir un gran saló per a exhibir la seva extensa pinacoteca. El 1872, poc abans de morir, Pascual va demanar permís per a reformar tres balcons del tercer pis, segons el projecte del mestre d'obres Joan Frexe i Vilardaga. El 1877, la seva vídua Maria Assumpció de Bofarull i de Plandolit va demanar permís per a reformar la façana, estucant-la i dotant els balcons amb llosanes de pedra, així com remuntar-hi dos pisos per tal d'encabir-hi nous habitatges de lloguer, segons el projecte del mestre d'obres Jaume Brossa i Mascaró.
Maria Assumpció de Bofarull, que vivia al primer pis, va morir el 23 de maig del 1881 i la casa passà a mans del seu fill gran Narcís Maria i la seva filla Consol Pascual i de Bofarull, que vivia al segon pis amb el seu marit Lluís Martí-Codolar i Gelabert. El 1907, Maria Jesús Serra i de Chopitea, vídua de Narcís Maria Pascual, va demanar permís per a construir un magatzem de planta baixa al passatge d'Elisabets, segons el projecte de l'arquitecte Eduardo Eznarriaga. Posteriorment, la finca del núm. 19 del carrer d'en Xuclà va passar a mans de les Religioses Filipenses, que el 1953 van demanar permís per a remuntar dos pisos més al magatzem.
Més recentment, s'hi va instal·lar una comunitat de monges de la congregació Lumen Dei, encarregades d'una residència per a persones sense llar i un banc d'aliments, així com una llibreria religiosa. El 2016, l'arquebisbe d'Oviedo i superior de la congregació Jesús Sanz Montes va vendre la finca del núm. 19 al fons voltor suís Stoneweg, que al seu cop la va revendre a Varia Xuclà SL, que va instar el desnonament de les monges per a construir-hi pisos de luxe. Tanmateix, un jutjat de Barcelona el va suspendre el 2017 per una causa oberta per aquestes contra l'arquebisbe. Finalment, el 2021 hi va tancar el comerç d'alimentació L'Olla Framir, i el 2022 se'n va reactivar el desnonament.

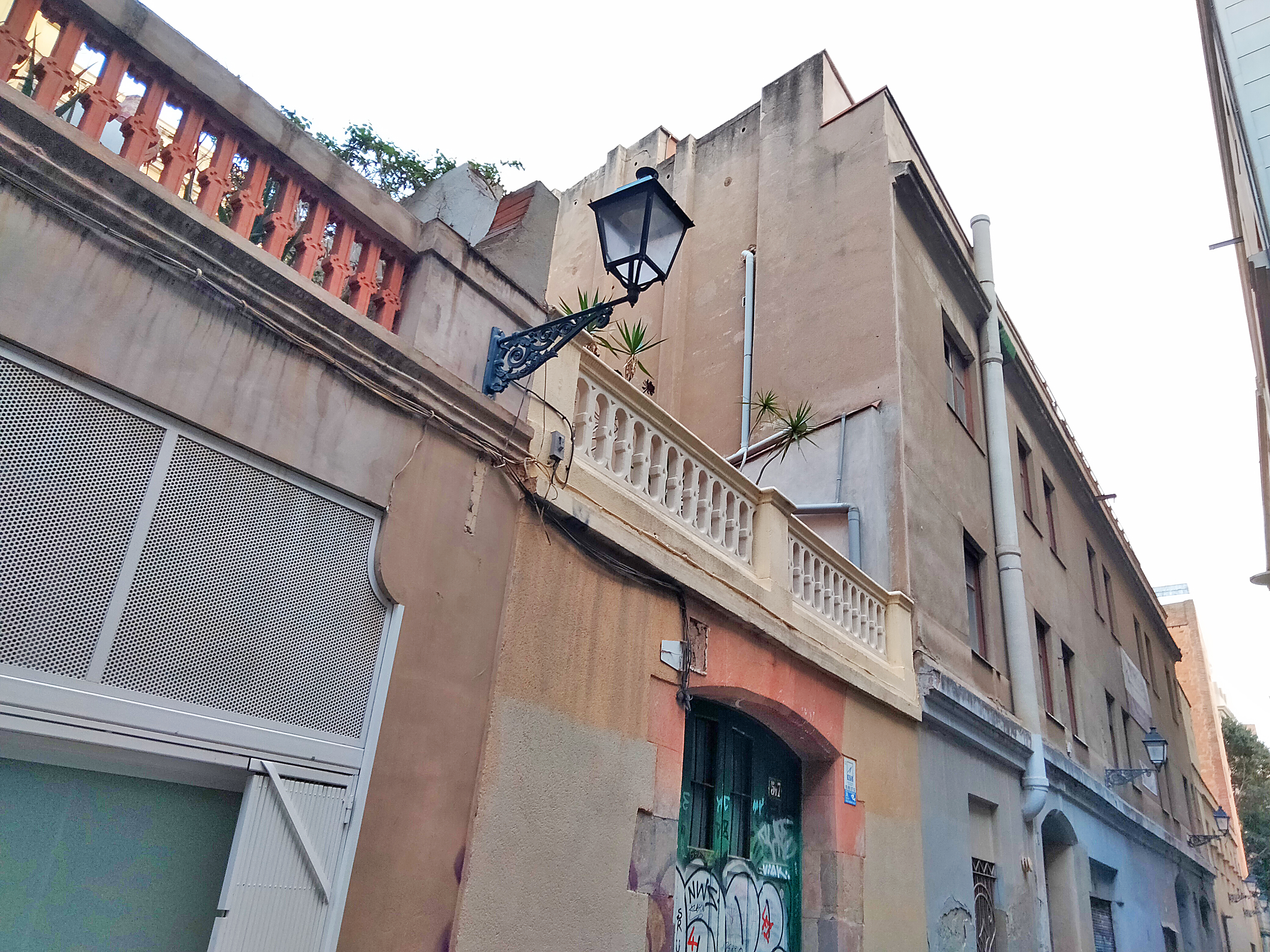
Façana del passatge d'Elisabets

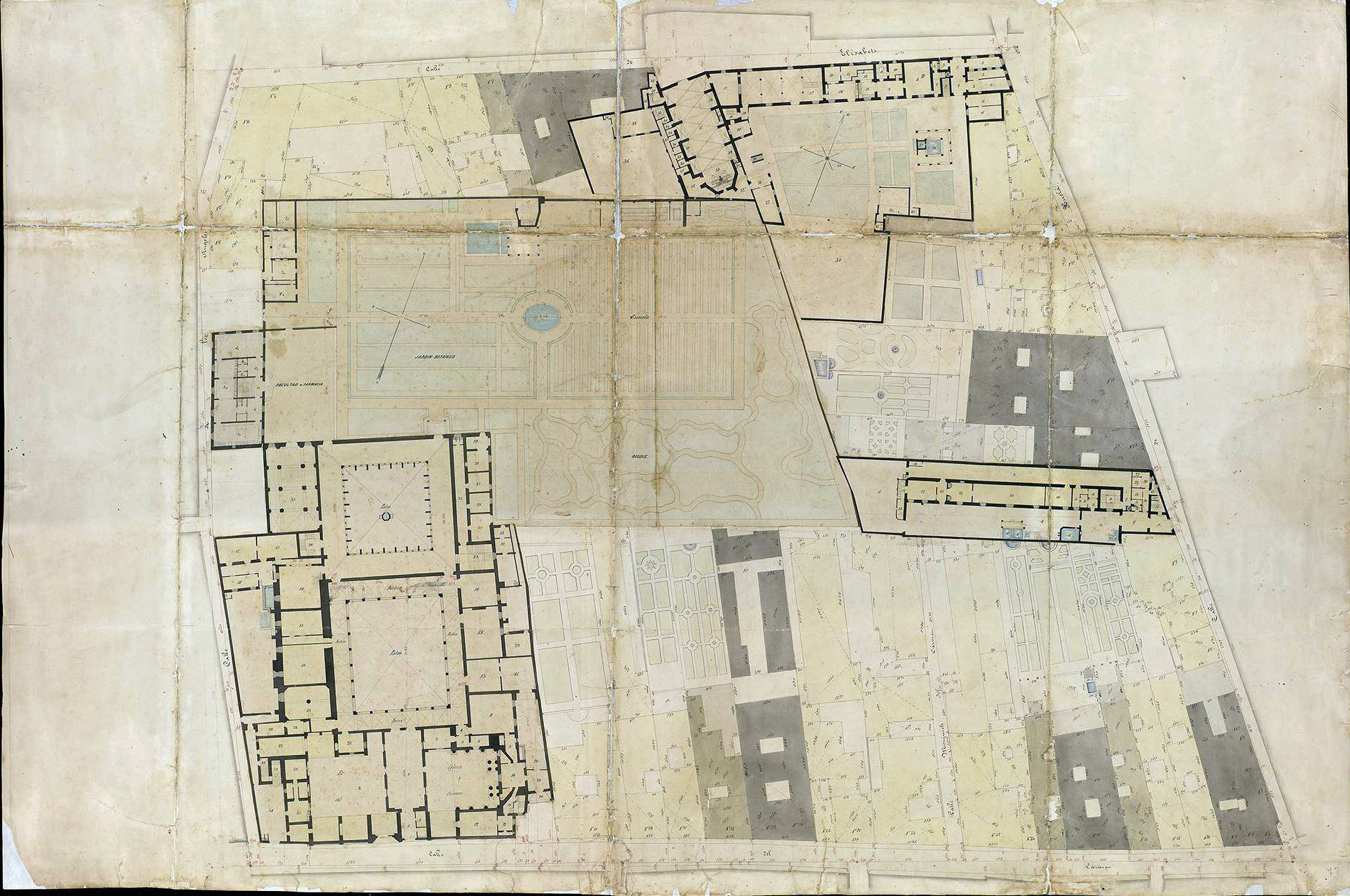
Quarteró núm. 78 de Garriga i Roca (c. 1860)

## Descripció
Es tracta d'un conjunt de dues finques, de planta baixa i cinc pisos al carrer d'en Xuclà, i un cos annex de planta baixa i dos pisos al passatge d'Elisabets. Els balcons tenen baranes de ferro colat i llosana de pedra amb vol decreixent en alçada, i el parament és estucat amb especejament corregut als baixos i emmarcant les obertures als pisos.